# Základní bilanční rovnice
Základní bilanční rovnice je klíčovým principem podvojného účetnictví, který vyjadřuje rovnováhu mezi aktivy a pasivy podniku. Aktiva (neboli bilanční suma) představují veškerý majetek podniku, zatímco pasiva se skládají z vlastního kapitálu a závazků.
Při podvojném účetním zápisu musí být účetní případy účtovány tak, aby se stále zachovávala rovnost mezi celkovými aktivy a pasivy, což zajišťuje správnost a vyváženost účetní evidence.
Matematicky lze základní bilanční rovnici vyjádřit vztahem aktiva = pasiva,
kde pasiva = vlastní kapitál + závazky. Z toho vyplývá definice vlastní kapitál = aktiva − závazky.
Vlastní kapitál tedy představuje část majetku podniku, která zůstane vlastníkům po odečtení jeho závazků. Je to vlastně zbytková hodnota podniku.